# Citythriller
Der Citythriller ist ein Live-Action-Role-Playing-Game (LARP).

## Spielprinzip
Beim Citythriller werden mehrere Ermittlerteams, bestehend aus vier bis sechs Personen, gebildet und – mit dem zur Lösung des Falles nötigen Equipment – ausgestattet. Die Ermittlerteams starten in der jeweiligen, vorher festgelegten „Spiel-Stadt“, in der ein fiktiver Mord nachgestellt wird. Die Ermittlerteams müssen Spuren sichern und Zeugen befragen und durch Kombinatorik und Teamplay Hinweise auf den nächsten Ort und die evtl. nächsten Zeugen finden. Die Zeugen sind professionelle Schauspieler, die den Ermittlern auf Nachfrage wichtige Details zu Alibis, Tathergang und möglichen Verdächtigen geben. Die Schauspieler können auch potentielle Täter sein und durch Falschaussagen die Ermittler auf eine falsche Fährte locken. Löst ein Ermittlerteam am Ende den Mordfall auf, wird/werden der Mörder/die Mörder von den Ermittlern festgenommen. Die Szenarien und Plots zu Tätern, Zeugen und Tathergängen variieren, so dass Ermittler an mehreren Citythrillern teilnehmen können, ohne den Ausgang vorab zu kennen. In der Regel gibt es fünf verschiedene Mordfälle, die die Ermittlerteams in unterschiedlichen Städten lösen können.

## Entstehung
Der Citythriller wurde erstmals am 18. März 2006 in Köln veranstaltet. Die Idee zu diesem Event hatten Rosemarie und Andreas Wagner, die das Konzept kontinuierlich weiterentwickelten. In den darauffolgenden Jahren wurde Citythriller auch in Bonn und Düsseldorf (seit 2007), München (seit 2010),  Hamburg (seit 2011), Stuttgart (seit 2019) und Essen (seit 2023) regelmäßig veranstaltet. Seit 2017 ist Margarita Horbach für die Regie und Leitung bei Citythriller verantwortlich. Margarita Horbach war bereits seit 2007 als Schauspielerin und Spielleiterin bei Citythriller aktiv.